# P.V.P. Berg
Peder Vraae Poulsen Berg (født 17. september 1838 på gården Sønderbjærg i Fjaltring, død 14. juli 1914 i Kolding) var en dansk civilingeniør.
Civilingeniør P.V.P. Berg fødtes i Fjaltring, sydvest for Lemvig, som den yngste af 10 søskende, af hvilke den mest kendte blev folketingsmand Christen Berg. Som ganske ung kom Berg først på Odense Højskole og senere Rødding Højskole. Efter højskoleopholdet i Sønderjylland i slutningen af 1850'erne kom Berg ind som soldat, hvor han blev tilknyttet Ingeniørkorpset.
Da tjenestetiden var forbi, fortsatte han som civilingeniør. Hans virksomhed på dette område bragte ham rundt i det ganske land, hvor han arbejdede med nivellerings- og opmålingsopgaver i forbindelse med dige- og vandværksanlæg samt jernbaneanlæg. Berg udarbejde planer til regulering af Nymindegab og Skjern Å, og på Vejenegnen udførte han et stort arbejde med udtørring og engvandingsanlæg og tog samtidig del i det livlige ,folkelige røre på denne egn. For at nævne et enkelt resultat heraf kan det anføres, at det var ham, der tog initiativ til at der rejstes en mindesten for Frederik VII i Vejen.
Omkring midten af 1880'erne blev det i særlig grad anlæg af privatbaner, som beskæftigede P.V.P. Berg. Fra 1885 udarbejdede han adskillige planer og overslag til nye baner. I 1895 nåede Berg på sin vej som baneingeniør til Kolding, hvor Kolding-Egtved Jernbane skulle anlægges. Han blev baneanlæggets kontrollerende ingeniør, og da den var færdig, blev han i 1898 den ny banes driftsbestyrer. P.V.P. Berg overlod driftsbestyrerjobbet til driftsbestyrer ved Kolding Sydbaner ingeniør, cand. polyt P.H. Tarp i oktober 1913.